# فالفرد دو كامبوس
فالفرد دو كامبوس (بالإسبانية: Valverde de Campos)‏ هي municipality of Spain تقع في إسبانيا في بلد الوليد (مقاطعة).